# 195
Правління Луція Севера в Римській імперії. Громадянська війна.
У Китаї править династія Хань, в Індії — Кушанська імперія.

## Події
- Повстання у Месопотамії при підтримці парфян.
- Септемус Север розділив Сирію, зменшивши важливість Антіохії.
- Проголошений в Британії імператором Клодій Альбін переходить у Галлію, збираючи військо. Його сили нараховують 150 тис. Север вимушений терміново повертатися з Месопотамії.
- Вміст срібла в денарії зменшується до 50 %.

## Народились
Див. також Категорія:Народились 195

## Померли
Див. також Категорія:Померли 195